# Salbkegel

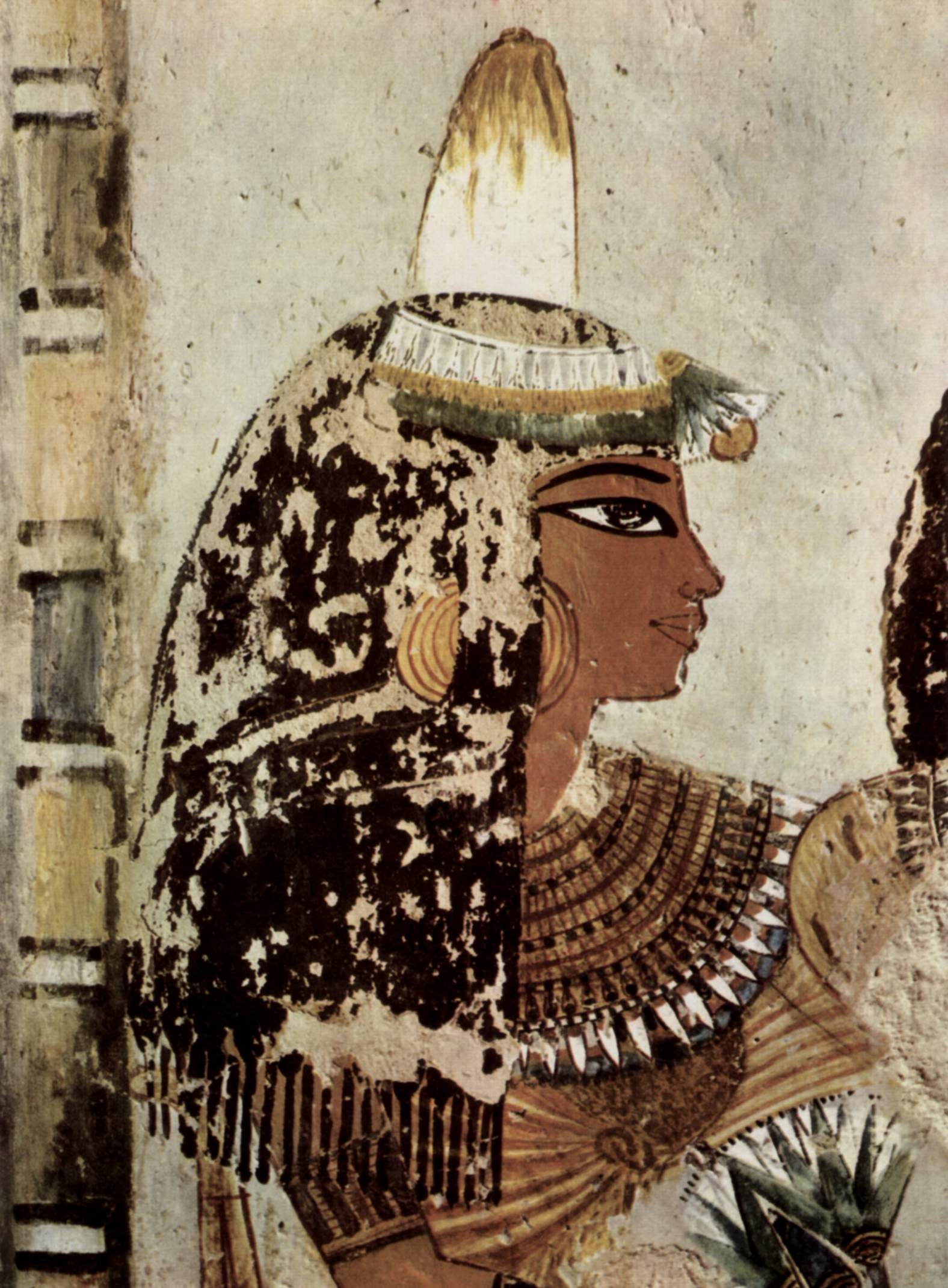
Dame mit Salbkegel (Grabkammer TT69 des Menna, um 1422–1411 v. Chr.)

Salbkegel waren kegelförmige Gebilde, vermutlich aus Ölen, Harzen und Fetten, die man im alten Ägypten zu bestimmten Anlässen auf dem Kopf trug, entweder auf einer Perücke oder dem kahlrasierten Schädel.
Man nimmt an, dass die Salbkegel dazu verwendet wurden, Wohlgeruch zu verbreiten. Ein bekannter Bestandteil war Behenöl. Sie enthielten vermutlich auch Myrrhe und dürften durch die Körperwärme langsam geschmolzen sein.

## Bildliche Darstellung
Erstmals bildlich nachgewiesen wurden Salbkegel zur Regierungszeit Hatschepsuts bei Darstellungen der Bankett- und der Totenmahlszene. Später erscheinen sie auch in anderen Bildmotiven im Kontext von religiösen Szenen und Begräbnisszenen. Ab der 3. Zwischenzeit beschränkt sich die Darstellung der Kegel auf Szenen der Anbetung von Göttern. Die Form der Salbkegel variiert während der 18. und 19. Dynastie, so dass dadurch eine Datierung der Darstellungen möglich wird. Ab der 20. Dynastie reduziert sich die Darstellung auf eine stereotype Form.

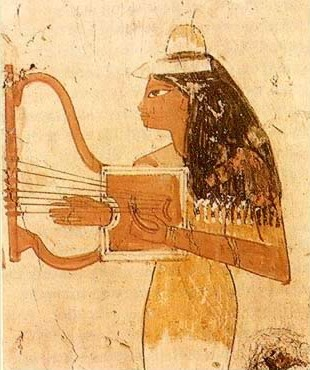
Musikerin mit Leier und Salbkegel
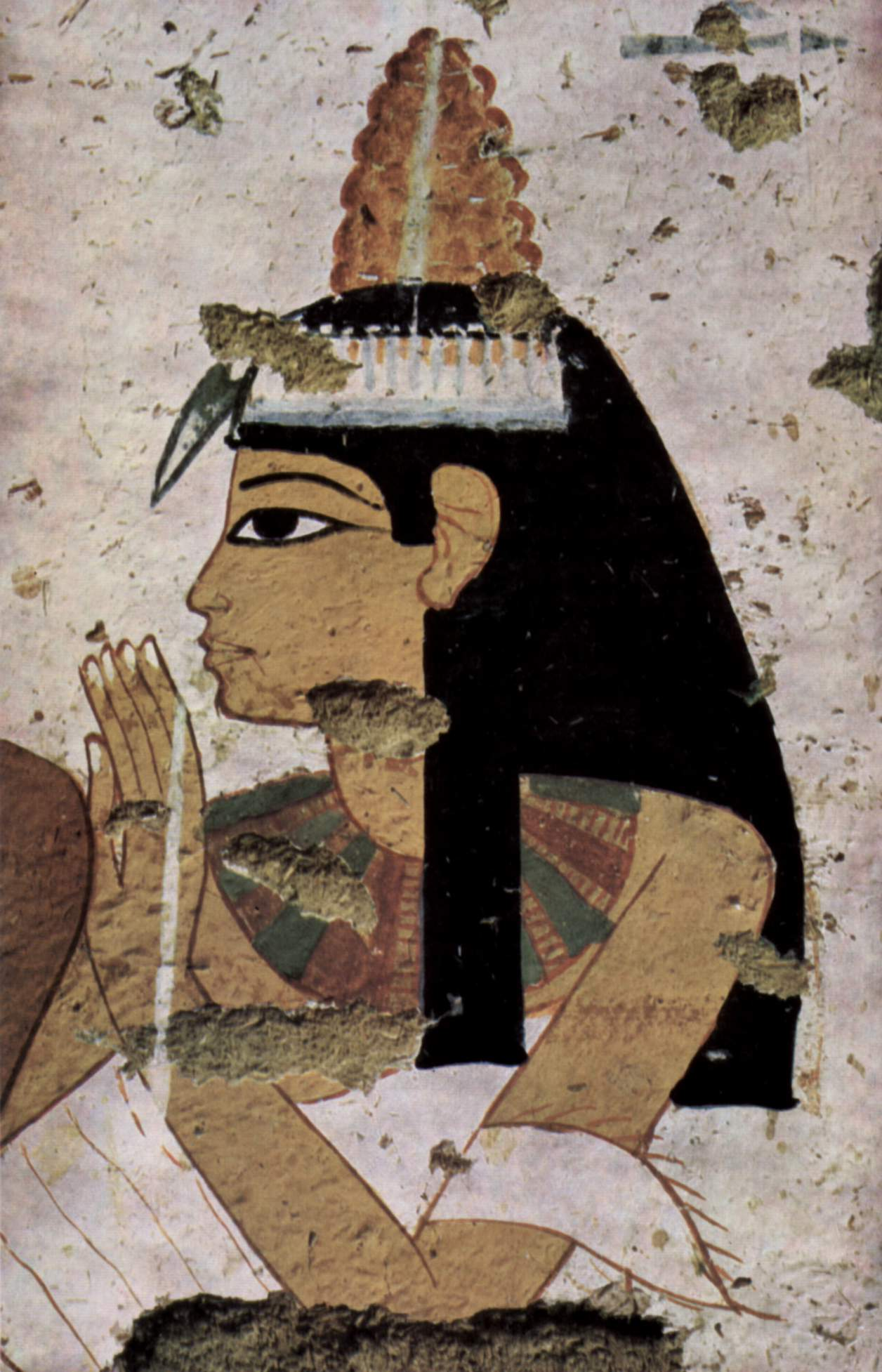
Frau mit Salbkegel (Grabkammer TT181 der Bildhauer Nebamun und Ipuki, 1350–1300 v. Chr.)
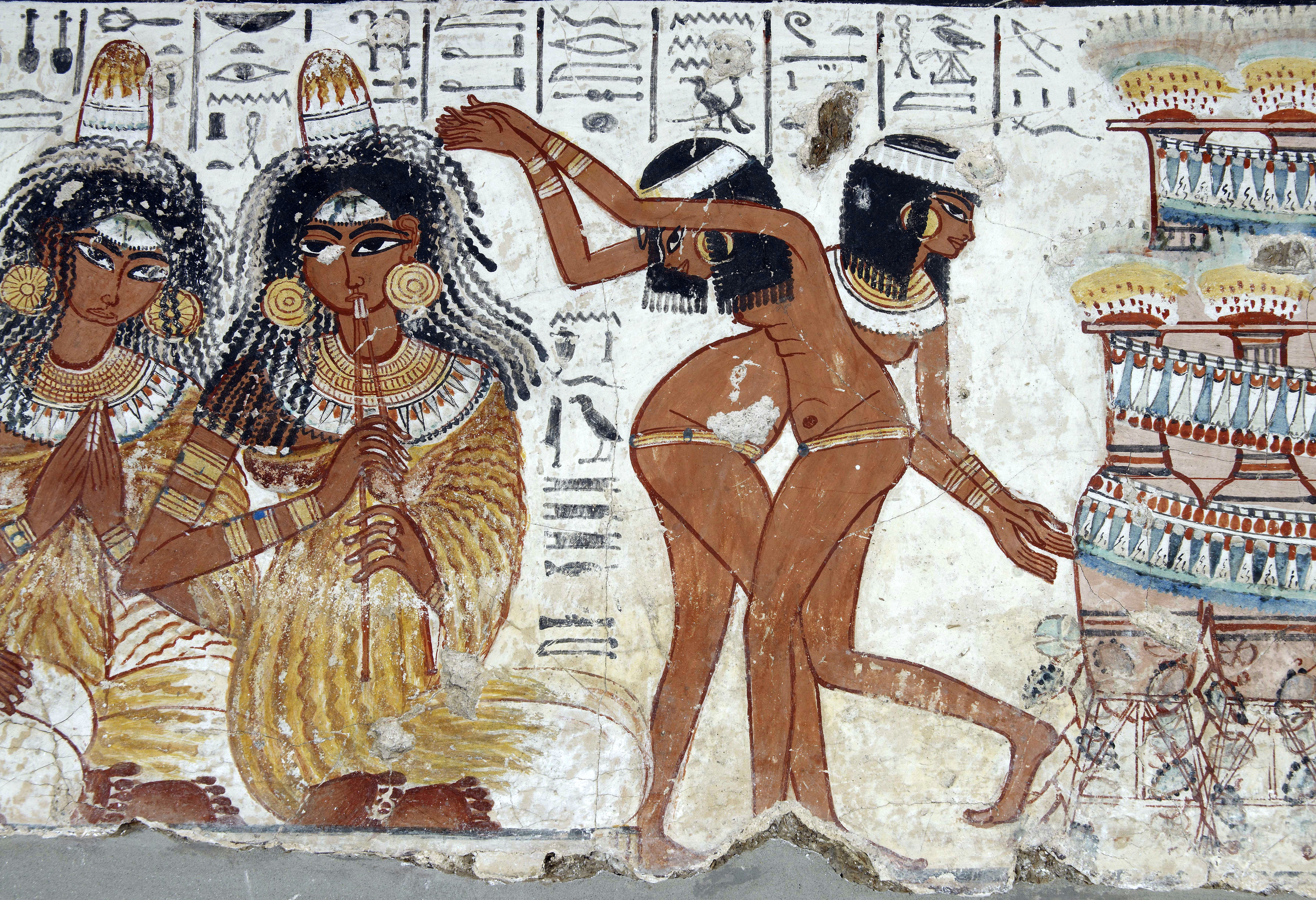
Musikerin mit Salbkegel (Wandmalerei aus einem Grab in Theben, um 1400 v. Chr.)
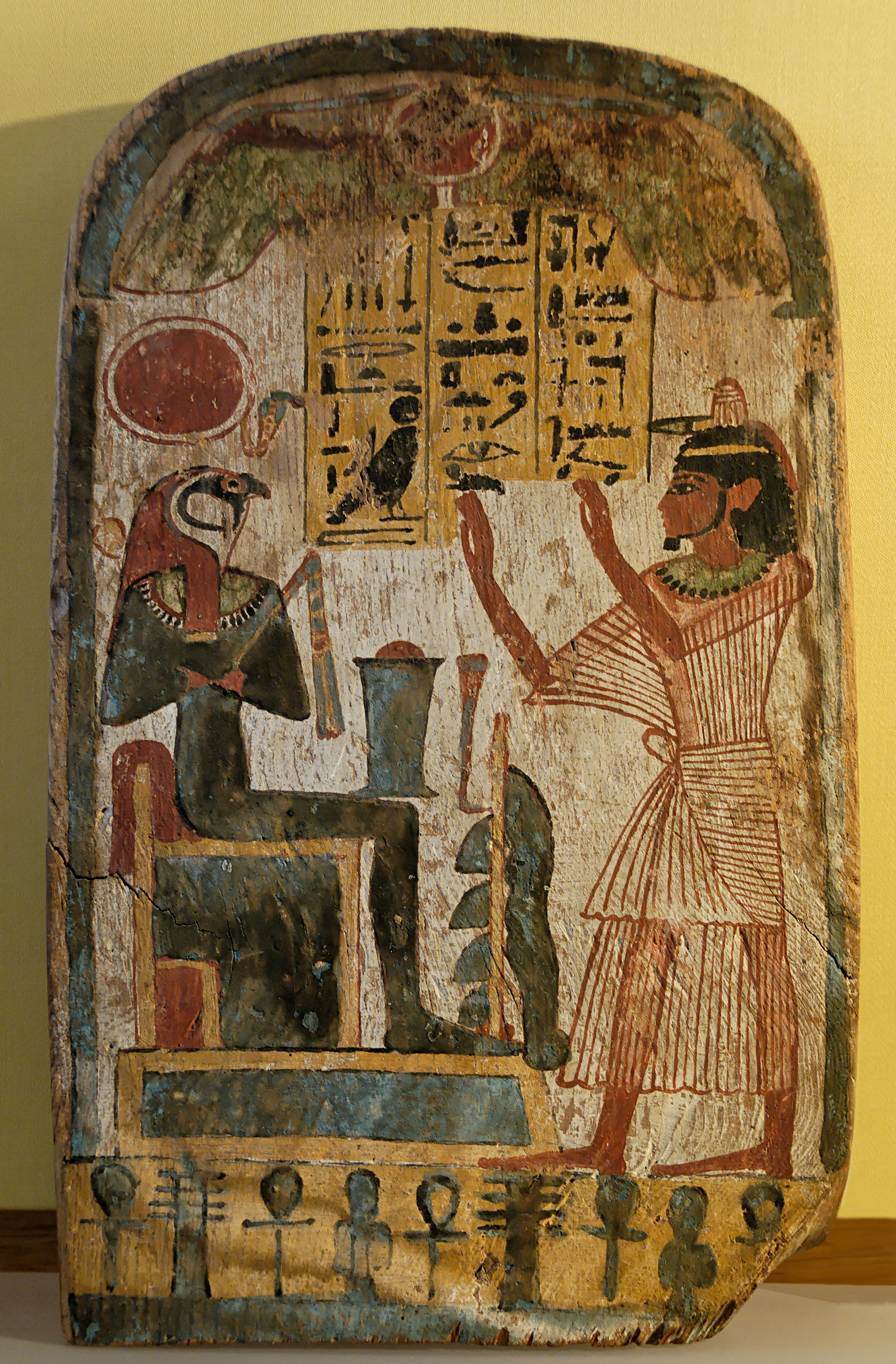
Priester Renpetmaa mit Salbkegel vor Re-Harachte (ca. 900 v. Chr.)